# Chiesa di San Girolamo (San Gimignano)
La chiesa e il monastero di San Girolamo si trovano in via Folgóre da San Gimignano a San Gimignano, in provincia di Siena.

## Storia e descrizione
La fondazione del monastero fu decretata dal Comune di San Gimignano con lodo del 1337, per trasferirvi le monache provenienti dal vicino monastero di San Vittore e San Niccolò.  Da quasi sette secoli è affidato alla cura delle monache benedettine vallombrosane.
La chiesa, fondata nel 1337, ha subito, soprattutto all'interno, ad unica navata, rimaneggiamenti in varie epoche e anche all'inizio del Novecento. Sull'altare maggiore si trova una bella tavola di Vincenzo Tamagni, firmata e datata 1522, raffigurante la Madonna col Bambino, san Giovanni Gualberto, san Giovanni Battista, san Benedetto e san Girolamo. Pregevole è il monumento sepolcrale con il busto di Suor Fidamonte Malenotti, morta nel 1932.
All'interno del monastero è una lunetta affrescata da Giovanni Brina con il Noli me tangere e il ritratto della committente, mentre nel refettorio è un altro affresco con la Moltiplicazione dei pani e dei pesci eseguito anch'esso da Giovanni Brina in collaborazione con Francesco, entrambi del 1568.
Nel XVIII secolo, quando anche la dirimpettaia chiesa di San Jacopo al Tempio divenne compresa nei possedimenti del monastero, fu costruito il cavalcavia in muratura che permetteva alle monache di attraversare la strada senza essere viste da alcuno.